# Sherman Firefly
O Sherman Firefly foi uma variação do tanque estadunidense M4 Sherman, feita pelo exército britânico com uma mudança na torre de tiro, que em vez do canhão M L/40 de calibre 75 mm do Sherman original, possuía um canhão antitanque (17-pdr) como armamento principal de ataque.